# Maira conveniens
Maira conveniens là một loài ruồi trong họ Asilidae. Maira conveniens được Walker miêu tả năm 1861. Loài này phân bố ở miền Australasia.